# کالوا (آریزونا)
کالوا (به انگلیسی: Calva) یک منطقهٔ مسکونی در ایالات متحده آمریکا است که در آریزونا واقع شده‌است. کالوا ۷۸۰ متر بالاتر از سطح دریا واقع شده‌است.